# August 1996
Acest articol este generat integral pe baza informațiilor din articolul 1996 și este actualizat periodic de un robot.
 Editările făcute în articol vor fi șterse la următoarea actualizare! Dacă doriți să faceți modificări, editați articolul-sursă.

ianuarie -
februarie -
martie -
aprilie -
mai -
iunie -
iulie -
august -
septembrie -
octombrie -
noiembrie -
decembrie
August 1996 a fost a opta lună a anului și a început într-o zi de joi.

## Evenimente
- 1 august: A intrat în vigoare, în mod oficial, programul efectiv de Parteneriat Individualizat România - NATO.
- 3 august: Președintele Statelor Unite, Bill Clinton, a semnat legea prin care se acordă clauza națiunii celei mai favorizate pentru România, în regim permanent. Președintele american a sublinit că s-a acordat clauza pentru progresele înregistrate de România pe drumul reformelor democratice.
- 6 august: NASA anunță că meteoritul ALH 84001, care provine de pe Marte, conține forme de viață primitivă, s-au descoperit substanțe minerale care de obicei, pe Terra, sunt de origine biologică.
- 28 august: La Palatul Copiilor din Capitală are loc lansarea oficială a candidaturii lui Ion Iliescu pentru un nou mandat prezidențial.

## Nașteri
- 3 august: Maria Boldor, scrimeră română
- 5 august: Cho Seung-youn, cântăreț sud-coreean
- 5 august: Daichi Kamada, fotbalist japonez
- 7 august: Dani Ceballos (Daniel Ceballos Fernández), fotbalist spaniol
- 12 august: Răzvan Cătălin Began, fotbalist român (portar)
- 12 august: Arthur Melo (Arthur Henrique Ramos de Oliveira Melo), fotbalist brazilian
- 13 august: Saša Lukić, fotbalist sârb
- 21 august: Karolína Muchová, jucătoare de tenis cehă
- 23 august: Yosuke Ideguchi, fotbalist japonez
- 31 august: Fabio Jakobsen, ciclist olandez

## Decese
Tadeusz Reichstein, 99 ani, chimist polonez laureat al Premiului Nobel (1950), (n. 1897)
Frida Boccara, cântăreață franceză (n. 1940)
Obdulio Varela, fotbalist uruguayan (n. 1917)
Baba Vanga, prezicătoare oarbă bulgară (n. 1911)
Willi Heeks, 74 ani, pilot german de Formula 1 (n. 1922)
Sergiu Celibidache, 84 ani, dirijor și compozitor român (n. 1912)
Holdemar Menezes, 74 ani, scriitor brazilian (n. 1921)
Dora Massini, 88 ani, soprană ucraineană (n. 1907)
Suzana Gâdea, 77 ani, comunistă română (n. 1919)
Yair Rosenblum, 51 ani, compozitor israelian (n. 1944)